# Gymnosporia bailadillana
Gymnosporia bailadillana là một loài thực vật có hoa trong họ Dây gối. Loài này được V.Naray. & Mooney mô tả khoa học đầu tiên năm 1941.